# نیکتیکوراکس ۸۷۵۳
سیارک ۸۷۵۳ (به انگلیسی: 8753 Nycticorax، نامگذاری:2636P-L) هشت هزار و هفتصد و پنجاه و سومین سیارک کشف شده‌است که در ۲۴ سپتامبر ۱۹۶۰ کشف شد.
قدر مطلق سیارک برابر ۱۴٫۹۰ است.